# Jeremy Schonfeld
Jeremy Schonfeld (* 30. Januar 1970 in St. Louis, Missouri) ist ein Sänger, Songschreiber und Musicalkomponist. Seine Lieder sind beeinflusst von Tuneful Pop, Hard-Edged Rock, Gospel, Soul und Blues sowie von Billy Joel und Jonathan Larson.

## Leben
Schonfeld besuchte das Berklee College of Music und sammelte Erfahrung im BMI Lehman-Engel Musical Theater Workshop.
Er begann seine Karriere mit der Schaffung des Zukunftfilms Clear Blue Tuesday, welcher sich um die Reise von elf Schauspielern in der Zeit nach den Terroranschlägen am 11. September 2001 in New York City dreht.
Im Jahr 2005 feierte das Musical "Drift" von Schonfeld und Craig Pospisil beim New York Musical Theater Festival Premiere. Bis zum Jahr 2006 war es überarbeitet worden und wurde am New York Musical Theater Festival erneut aufgeführt.
Andere Theater-Projekte wie "Ministry of Progress" im Jane Street Theater (Komponist/Text); Home at the Minetta Lane (Buch/Musik/Text); und Letters to Katrina and Letters to Baghdad (Songschreiber/Schauspieler), beide am "Winter Harbor Theatre Company" (Portland ME). Schonfeld steuerte ebenfalls den Text sowie die Komposition zum Musical A-Train bei.
Als Schauspieler spielte er in Joe’s Pub; Birdland; Ars Nova; BB King’s; Lincoln Center; Juilliard Opera Theater; Symphony Space; CBGBs; Southpaw. Er ist Besitzer des "Club’s only right-handed".
Er hat als Musikdirektor und als Darsteller für prominente Gäste am The Broadway Dreams Foundation auf Vorstellungen in den Vereinigten Staaten gearbeitet.

## Alben
Im Jahr 2000 veröffentlichte er ein Album mit dem Titel Blue Skies, welches nur Songs, die er geschrieben und komponiert hat, enthält.
Im Mai 2008 veröffentlichte er ein Album mit dem Titel 37 Notebooks, dessen Songs von bekannten Sängern des Broadway gesungen wurden.
Das Album zum Musical Drift wurde auf Sh-K-Boom Records veröffentlicht.